# Casino de Monte-Carlo
Le casino de Monte-Carlo est un prestigieux casino de style Belle Époque situé à Monaco dans le quartier de Monte-Carlo (principauté de Monaco) sur la Côte d'Azur.
L'actuel bâtiment a été conçu en 1879 par Charles Garnier (qui construisit également l'opéra de Monte-Carlo attenant). Il fait suite au premier casino qui fut inauguré sur ce site en 1863 par le prince Charles III de Monaco et par François Blanc, fondateur de la Société des bains de mer de Monaco. Aujourd'hui, la Société des Bains de Mer, devenue Groupe Monte-Carlo SBM est toujours propriétaire et exploitant du casino de Monte-Carlo.

## Situation
Le casino de Monte-Carlo est situé en plein cœur de Monaco, voisin de l'hôtel de Paris Monte-Carlo sur la place du Casino à 1 km de l'héliport de Monaco et 20 km de l'aéroport de Nice par la route du bord de mer, par l'autoroute française A8 ou à 7 minutes de vol par hélicoptère.
Il est entouré de jardins, possède une terrasse d'où la vue s'étend sur la Méditerranée et de Monaco à la pointe de Bordighera en Italie.

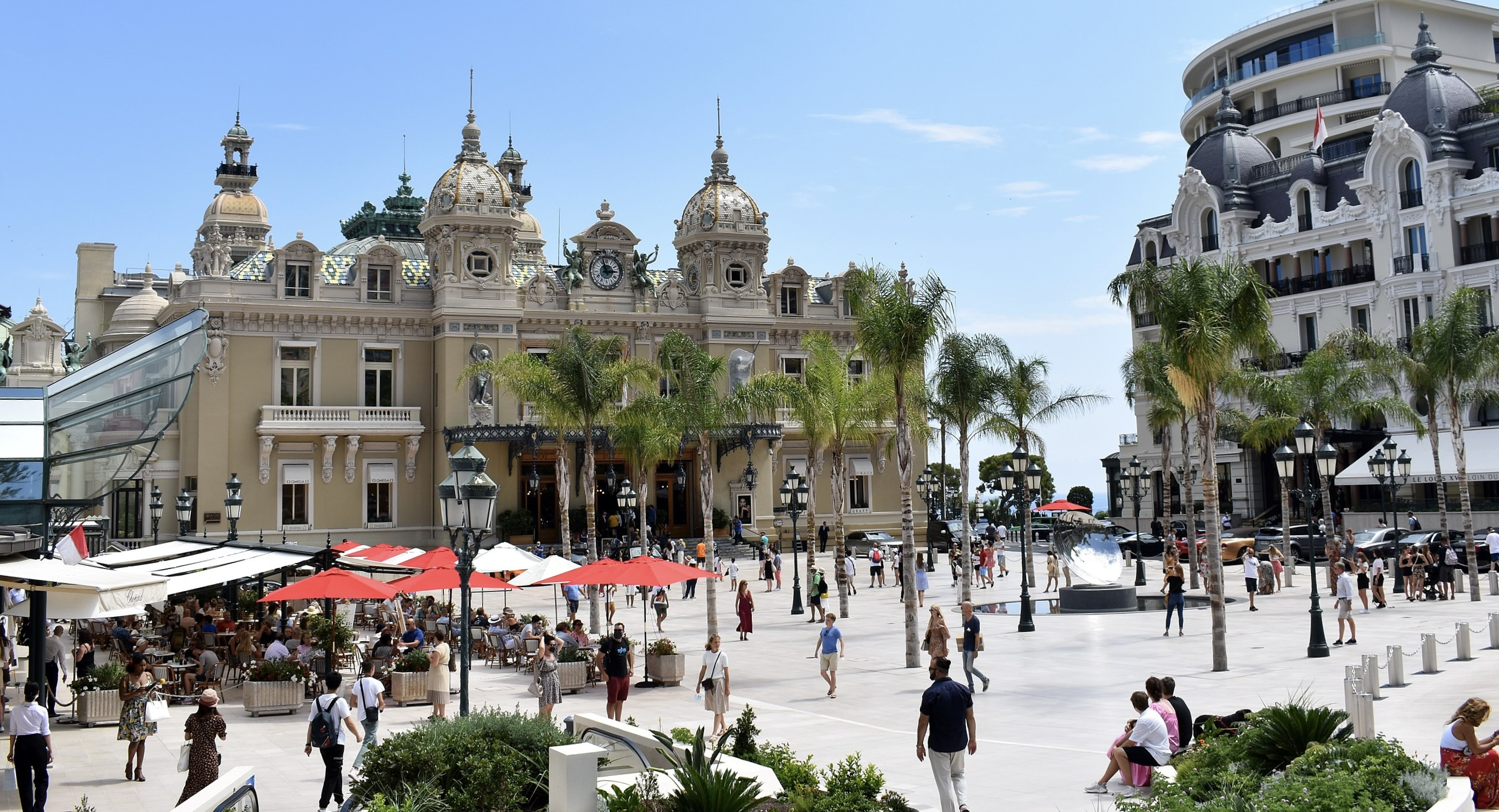
Place du Casino.

## Histoire
La perte de Roquebrune et Menton, devenues en 1848 Villes libres sous la protection du royaume de Sardaigne et qui, jusqu'alors constituaient 80 % du territoire monégasque (avant d'être rattachées à la France en 1861), appauvrit considérablement les finances de la principauté notamment en revenus agricoles. Le prince Charles III de Monaco prend alors la décision de transformer ce qui reste de sa principauté en un lieu de villégiature et de loisirs destiné à attirer une riche clientèle étrangère.
C'est pourquoi, en 1856, il autorise l'ouverture d'un casino afin d'engendrer des ressources financières et remettre sur pied les finances monégasques,.
Le premier salon de jeux ouvre alors dans une maison du quartier de La Condamine, la villa Bellevue. Mais ces premières tentatives furent infructueuses : les concessionnaires avaient alors une mentalité de « gagne-petit » et manquant d'envergure pour leurs projets, tous avaient fait faillite. Afin de renverser la situation, le prince Charles se tourna vers l'homme qui accumulait les succès dans ce domaine et avait la fortune du casino de Homburg, François Blanc.
Pour la somme de 1,7 million de francs, et une somme annuelle de 50 000 francs plus 10 % des bénéfices nets, il obtient pour 50 ans la concession des jeux par l'Ordonnance Souveraine du 2 avril 1863.
Après une première installation infructueuse en 1862 à l’hôtel de Russie, situé place du Palais dans le Monaco historique, Charles III fonde la Société des bains de mer (SBM) en 1863 et en confie la présidence à François Blanc. Celui-ci lance malgré tout son dévolu sur un lieu-dit Les Spélugues (les « Grottes »), colline alors trop déserte et isolée de Monaco pour susciter le moindre succès, pour installer son nouvel établissement.
Sur ce lieu-dit, Blanc fonde ainsi, comme le lui impose le cahier des charges, l'hôtel de Paris en 1864, inaugure le casino en juillet 1865, de même que le somptueux jardin de la place du Casino (avec jet d'eau et palmiers), puis enfin le prestigieux Café Divan en 1868. L'achèvement du chemin de fer Nice-Vintimille et l'ouverture de la gare de Monte-Carlo cette même année assurent la prospérité de ce nouvel endroit.
Grâce à ses talents et à ses importants capitaux, François Blanc réussit en très peu de temps là où ses prédécesseurs se sont ruinés. En à peine trois ans, la luxueuse vogue est acquise, Les Spélugues laisse la place à un nouveau quartier bâti de toutes pièces voué à la villégiature et au luxe, avec ses fastueux immeubles et villas. Quartier que Charles III ne tarde pas à rebaptiser en son propre honneur en 1866 sous le nom de « Monte-Carlo » (« Mont Charles » en italien).

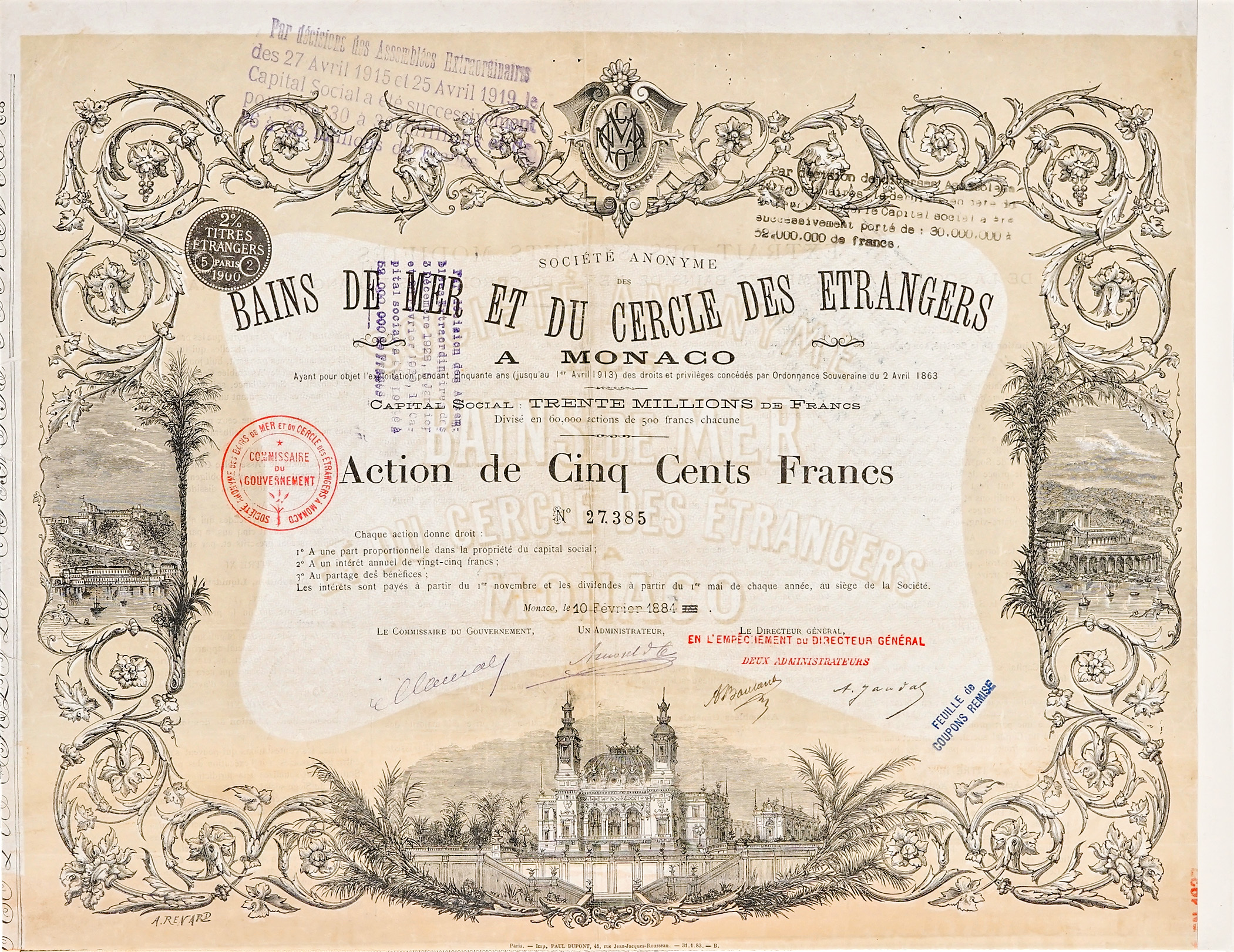
Action de 500 francs de la Société Anonyme de Bains de Mer et du Cercle des Étrangers à Monaco, société d'exploitation du casino de Monte-Carlo, émise le 10 février 1884.

Le casino et la spéculation immobilière de Monte-Carlo font rapidement l'énorme fortune de la famille Blanc et de la famille princière. Charles III, de ce fait, décide d’abolir officiellement toute levée d'impôts à Monaco. En 1878, Marie Blanc, la richissime veuve de François Blanc (décédé en 1877), demande à l'architecte Charles Garnier de construire l'opéra de Monte-Carlo. Son chantier, qui est un véritable spectacle pour les badauds, débute en mai 1878 et dure 6 mois, quatre cents ouvriers travaillant jour et nuit grâce à des projecteurs électriques inventés par un général russe. Son inauguration se déroule le 25 janvier 1879, Sarah Bernhardt étant la première vedette à y fouler les planches de la scène et déclamer un poème. Le Casino de Monte-Carlo fait ensuite l'objet de plusieurs agrandissements jusqu'en 1910 (salons Touzet et façade en avant-corps en 1889-1890 par Charles Touzet), date à laquelle il prend sa forme actuelle.
À partir de décembre 1928, une crise éclate entre René Léon, l'administrateur délégué du Casino, et M. Marquet, administrateur de la Société des bains de mer, conflit aigu dont la presse locale se fait l'écho.
Le casino est à l'origine de la fortune de Monaco que Charles III et ses successeurs (Albert Ier, Louis II, Charlotte, Rainier III et Albert II) sauront décupler en partie par des opérations de spéculation immobilières, bancaires et financières. Son chiffre d'affaires annuel ne représente aujourd'hui plus qu'une infime partie des revenus de la principauté et de la famille Grimaldi.
Le père de Léo Ferré (Joseph Ferré) fut le directeur du personnel de la Société des Bains de Mer, propriétaire du Casino de Monte-Carlo.

## Structure

Extérieur de l'édifice
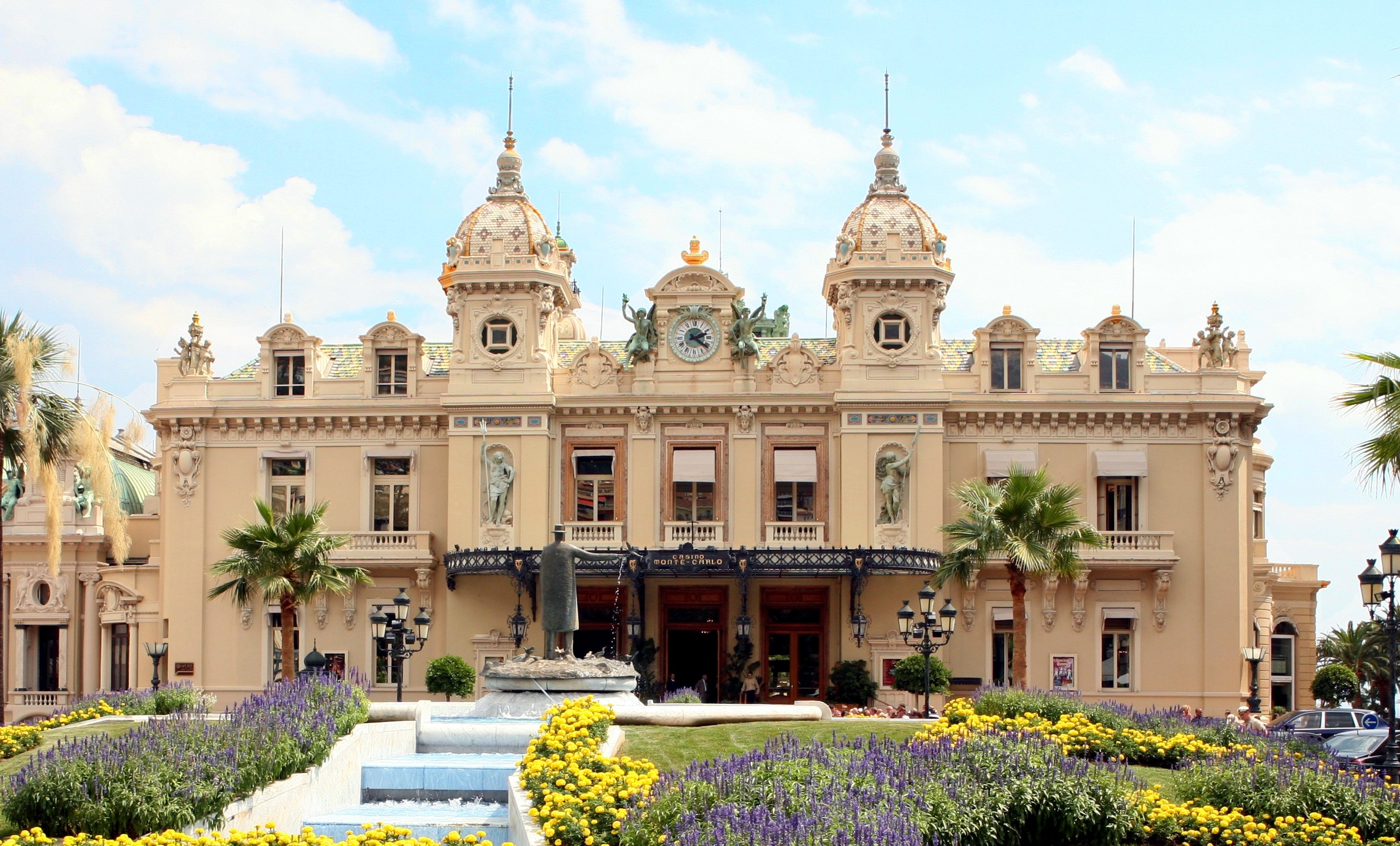
Façade principale du casino depuis la place du Casino, en août 2006.
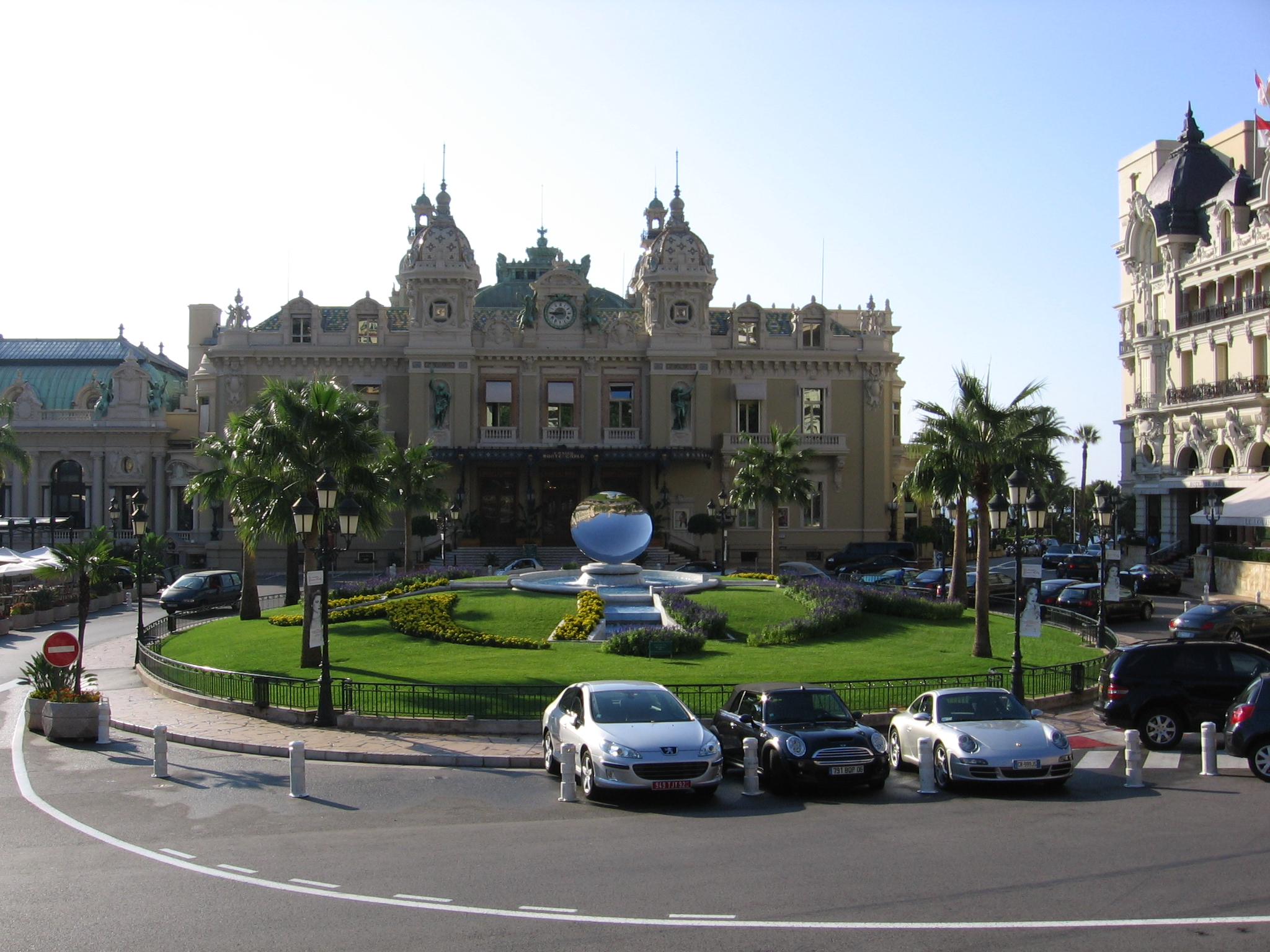
Place du Casino dans les années 2010.
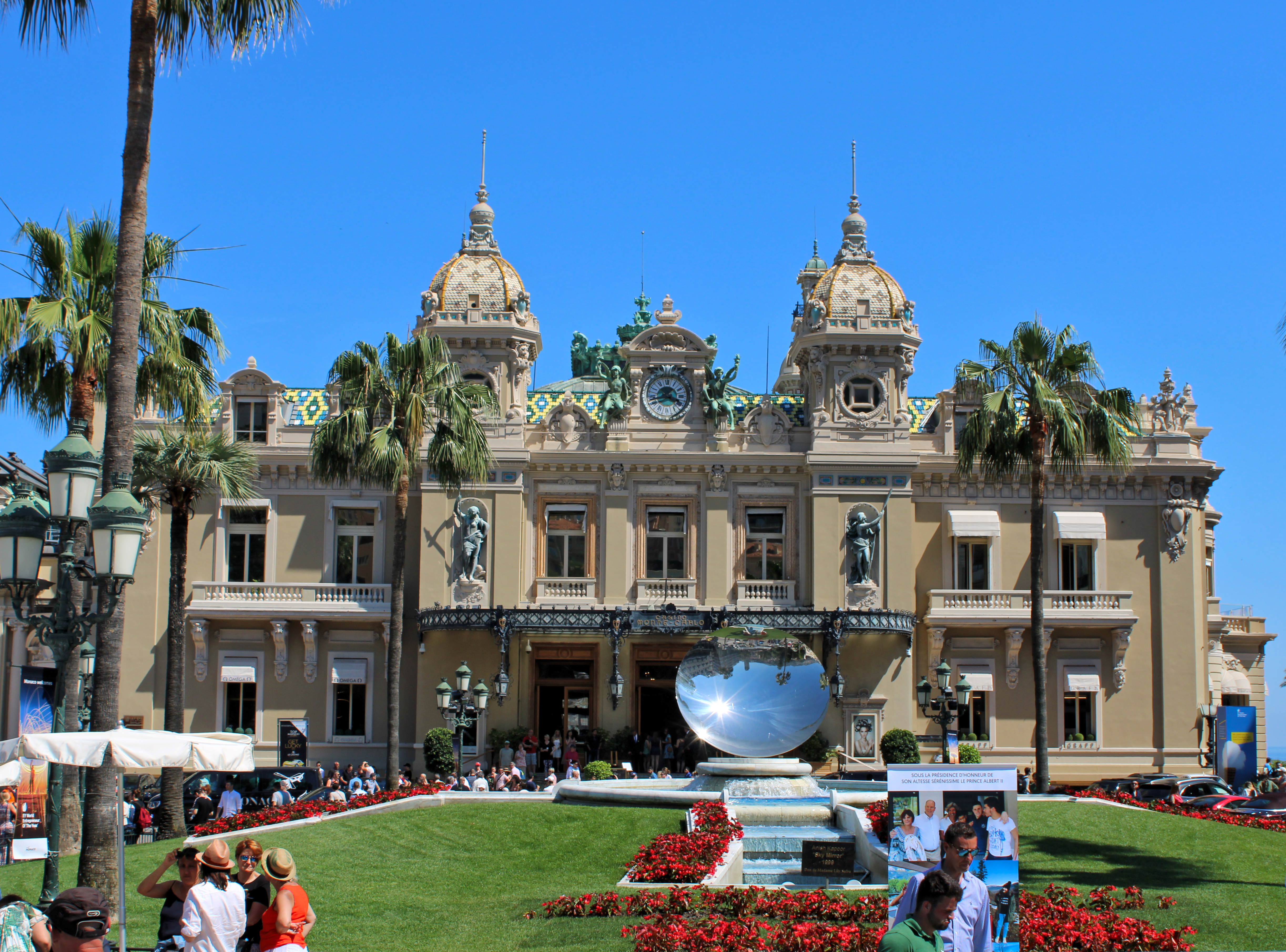
Le casino en 2011.
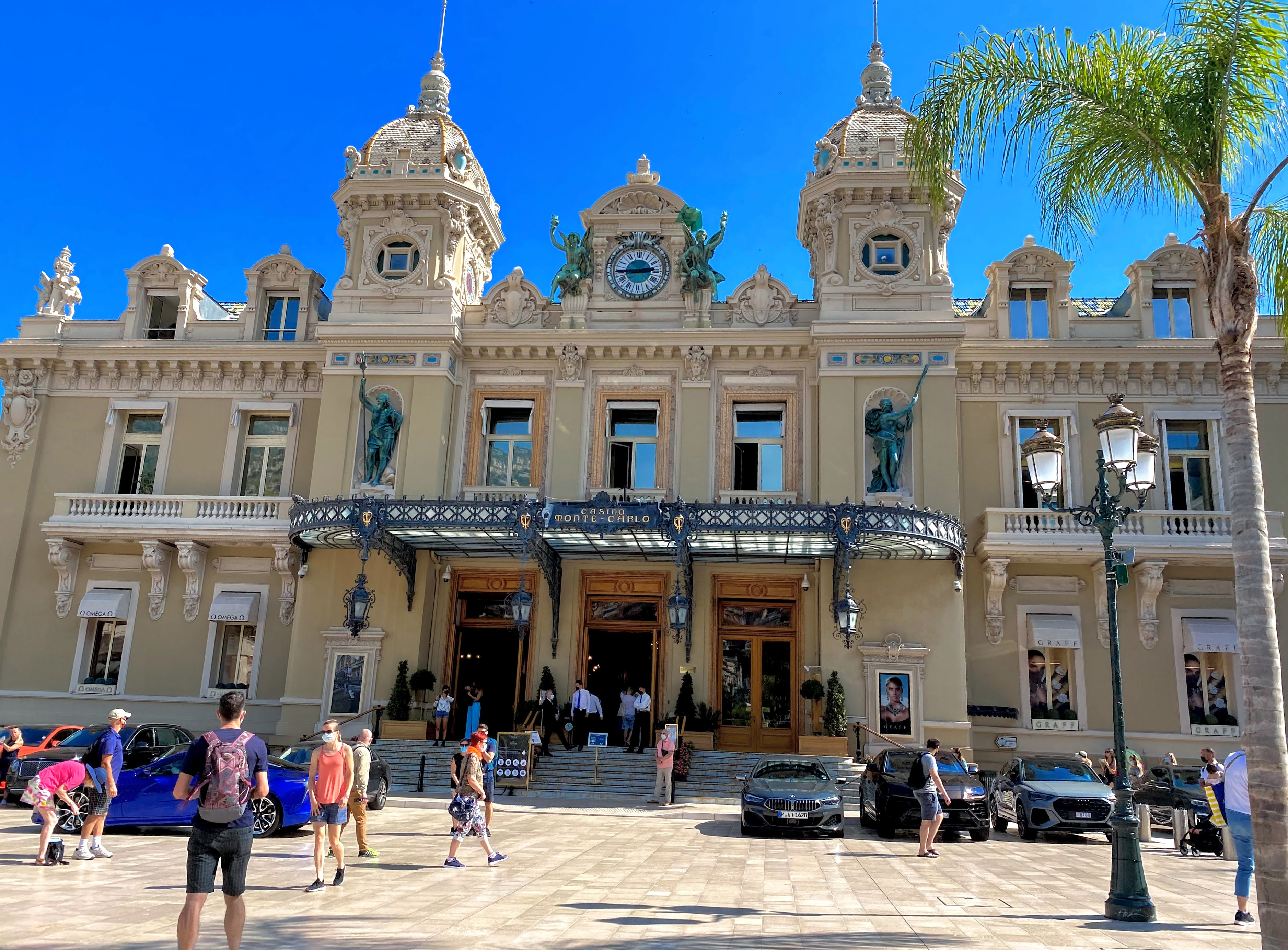
Façade principale en 2021.
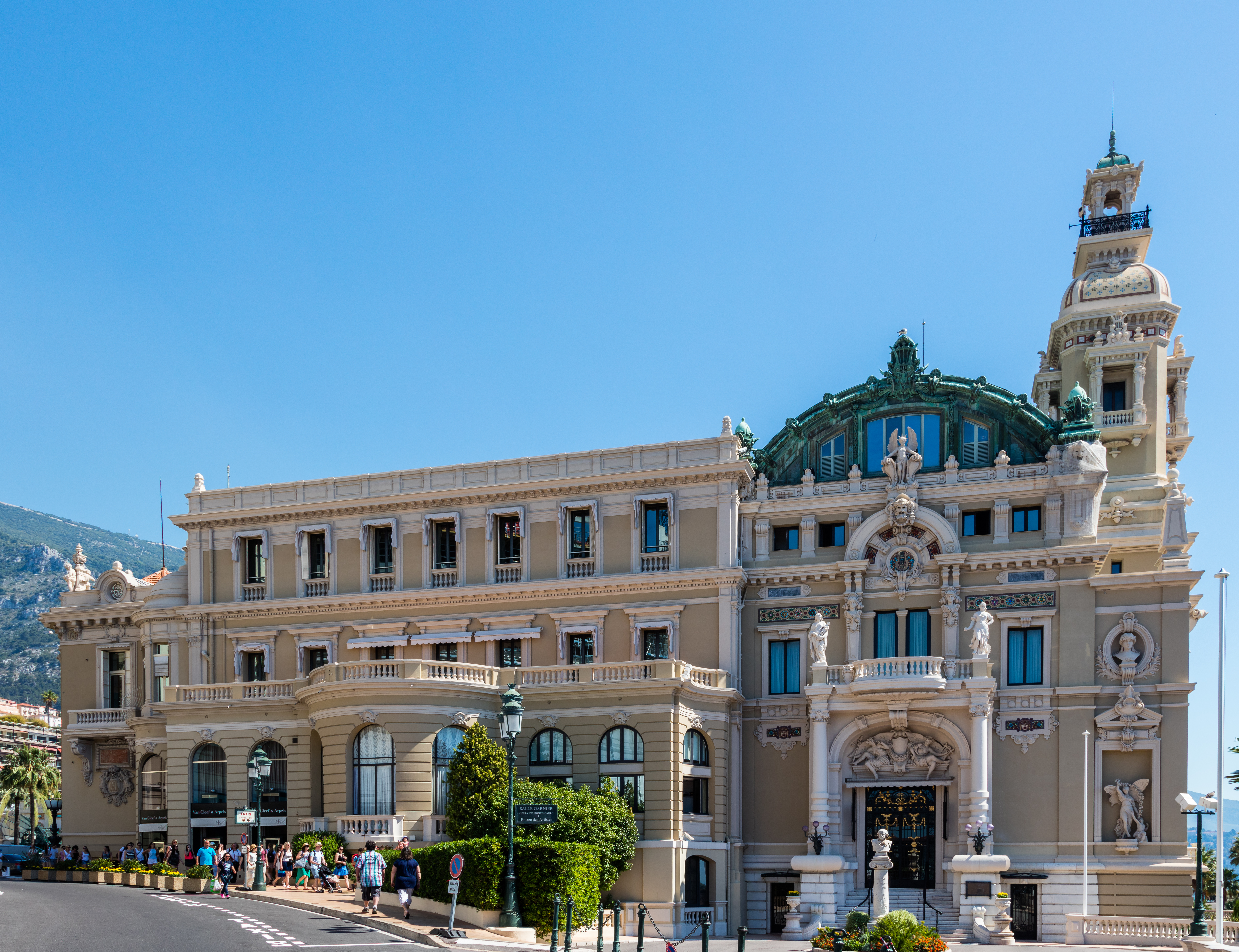
Façade latérale du casino (à gauche) avec celle de l'opéra (à droite), juin 2016.
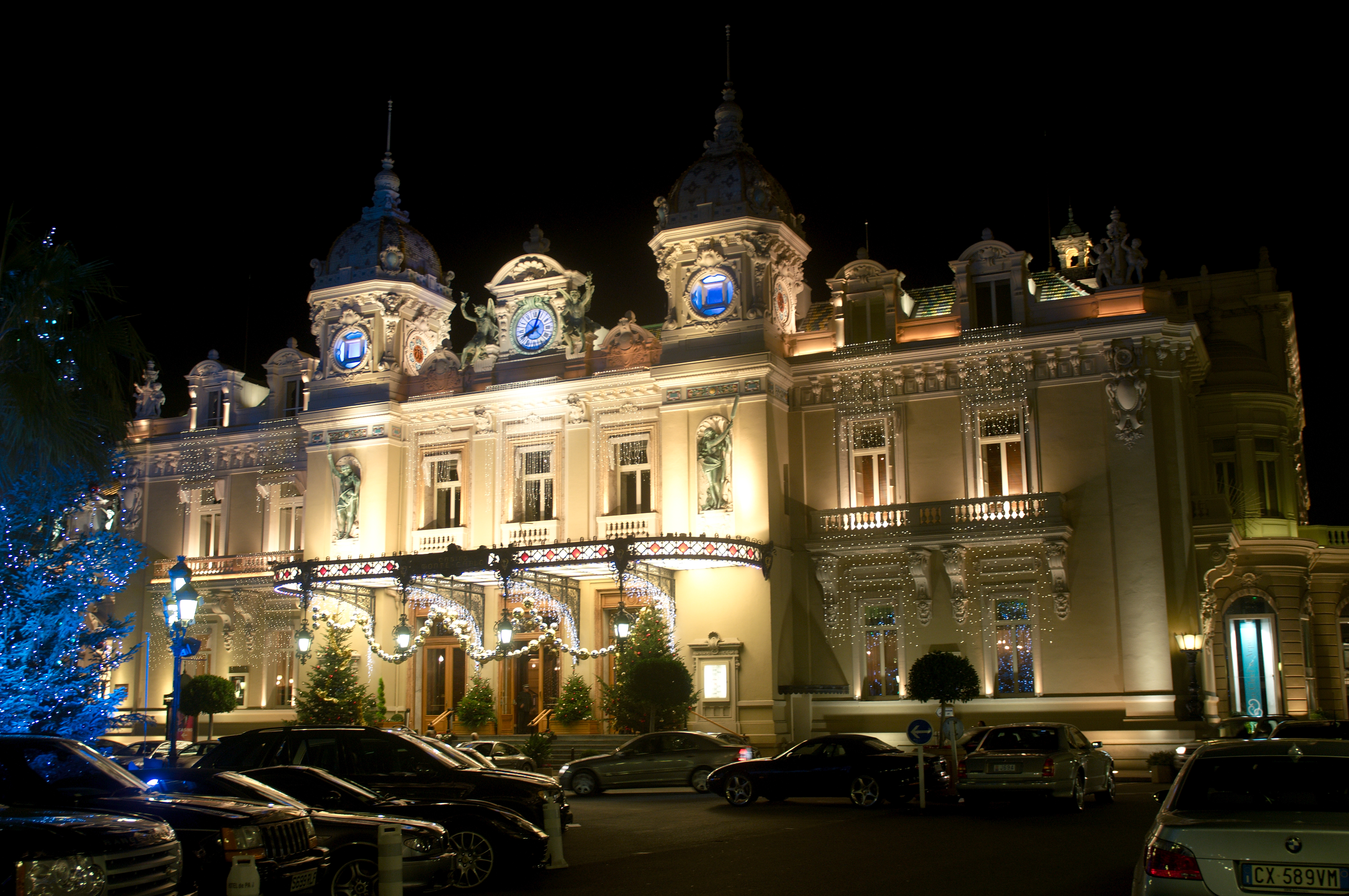
Vue nocturne de la façade principale, en décembre 2009.
- Façade principale et toitures vus par un drone.

Intérieur de l'édifice
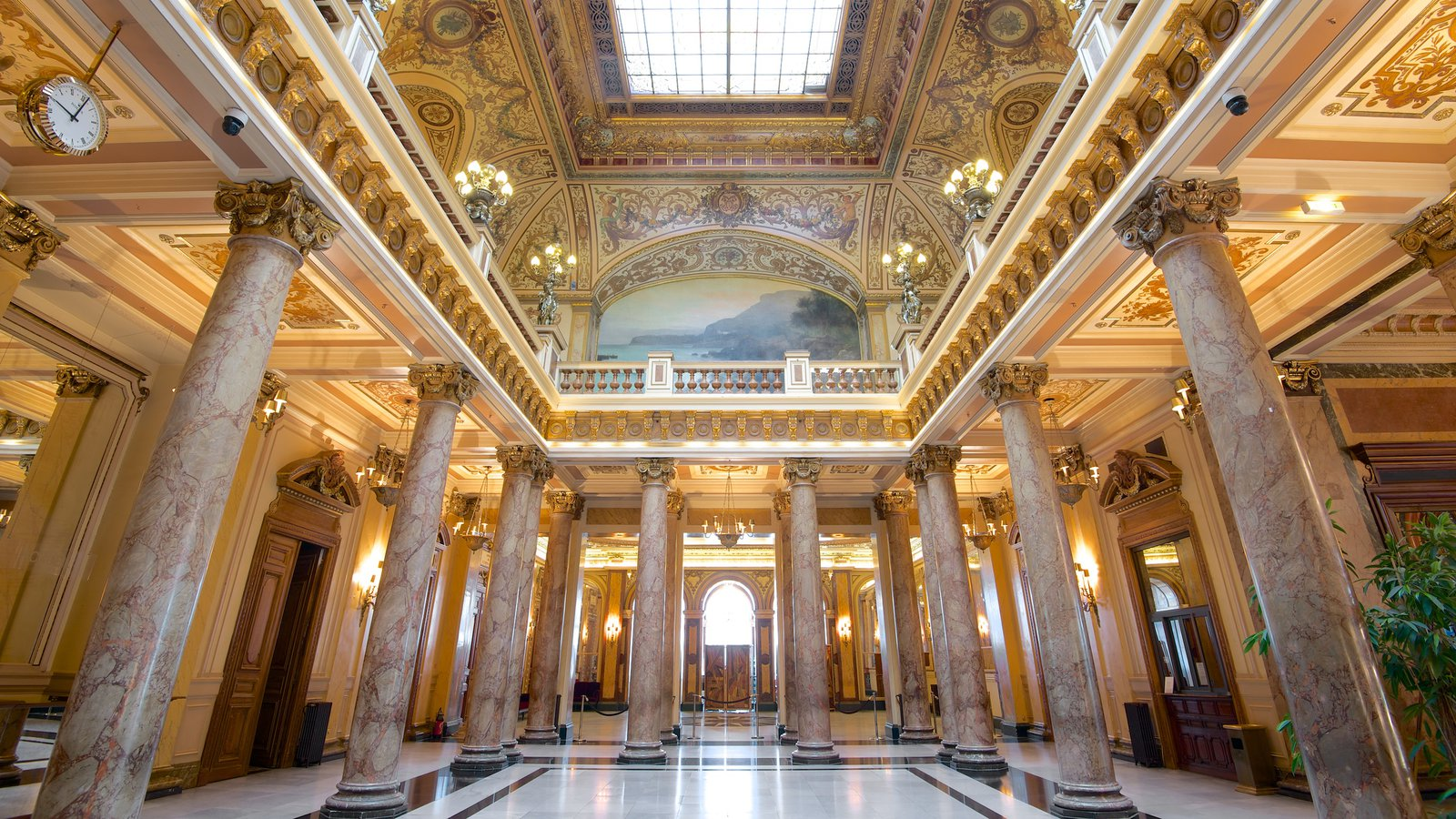
Atrium, en février 2017.
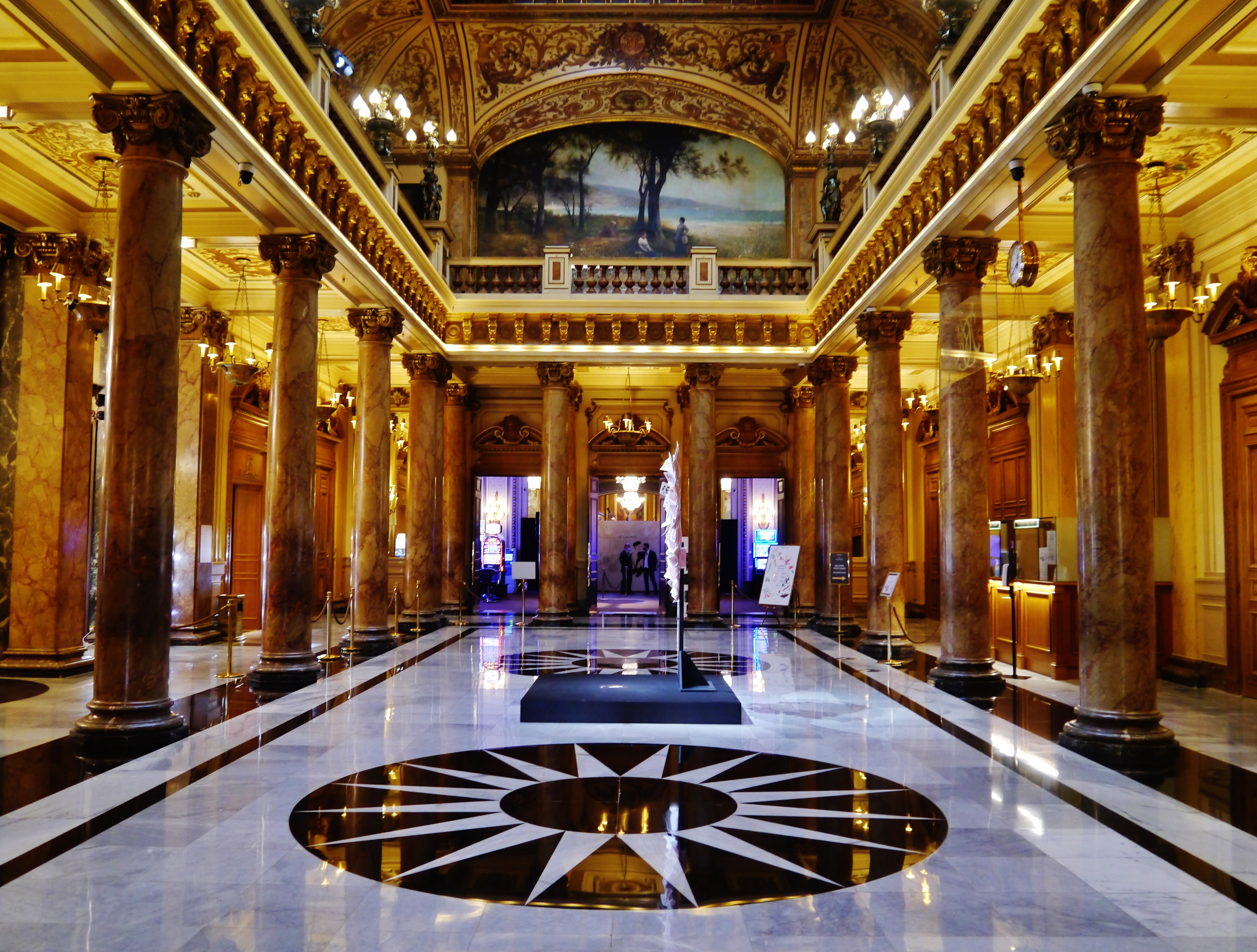
Atrium en 2021.
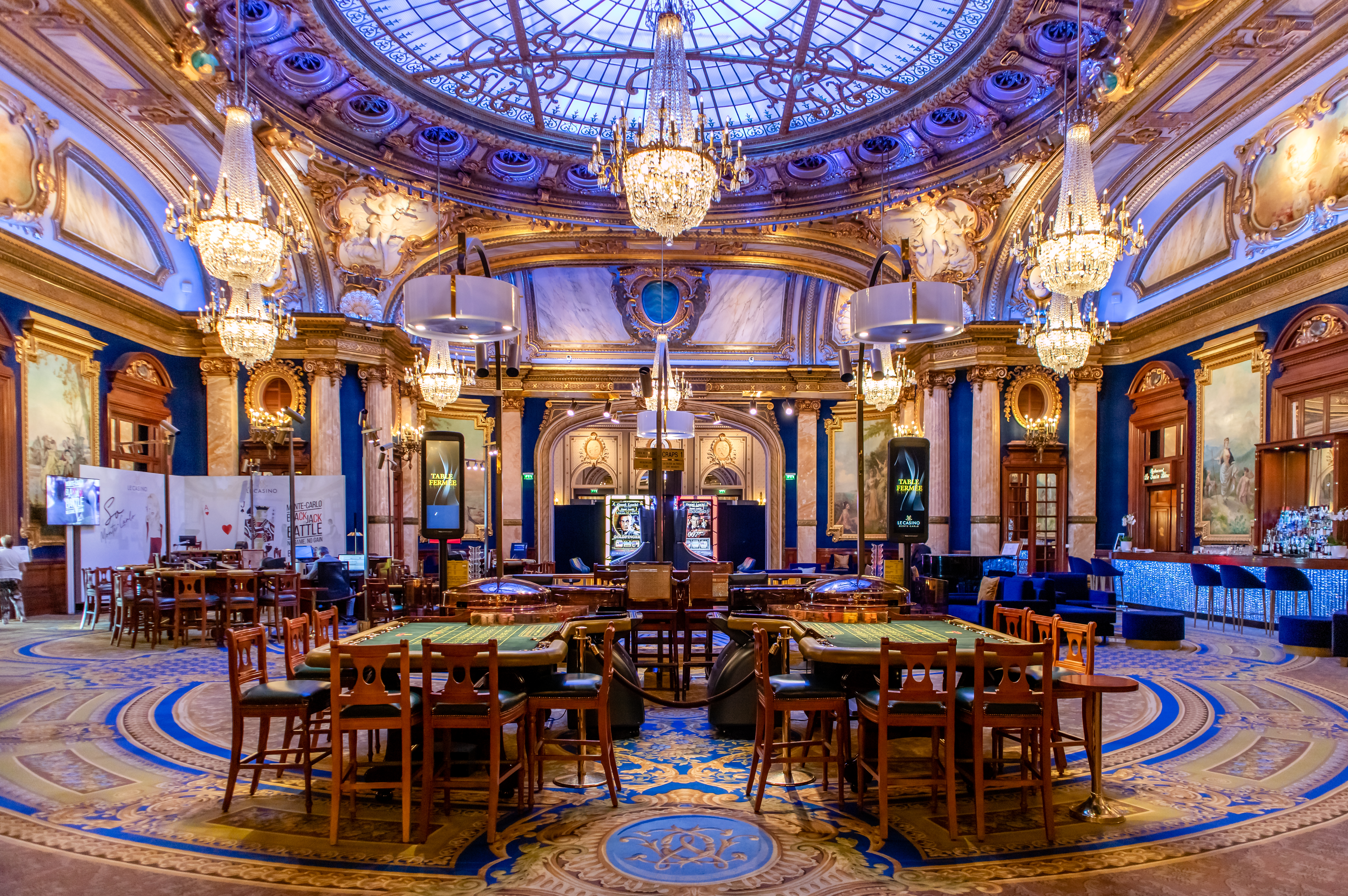
Une des salles de jeu[Laquelle ?], en septembre 2019.
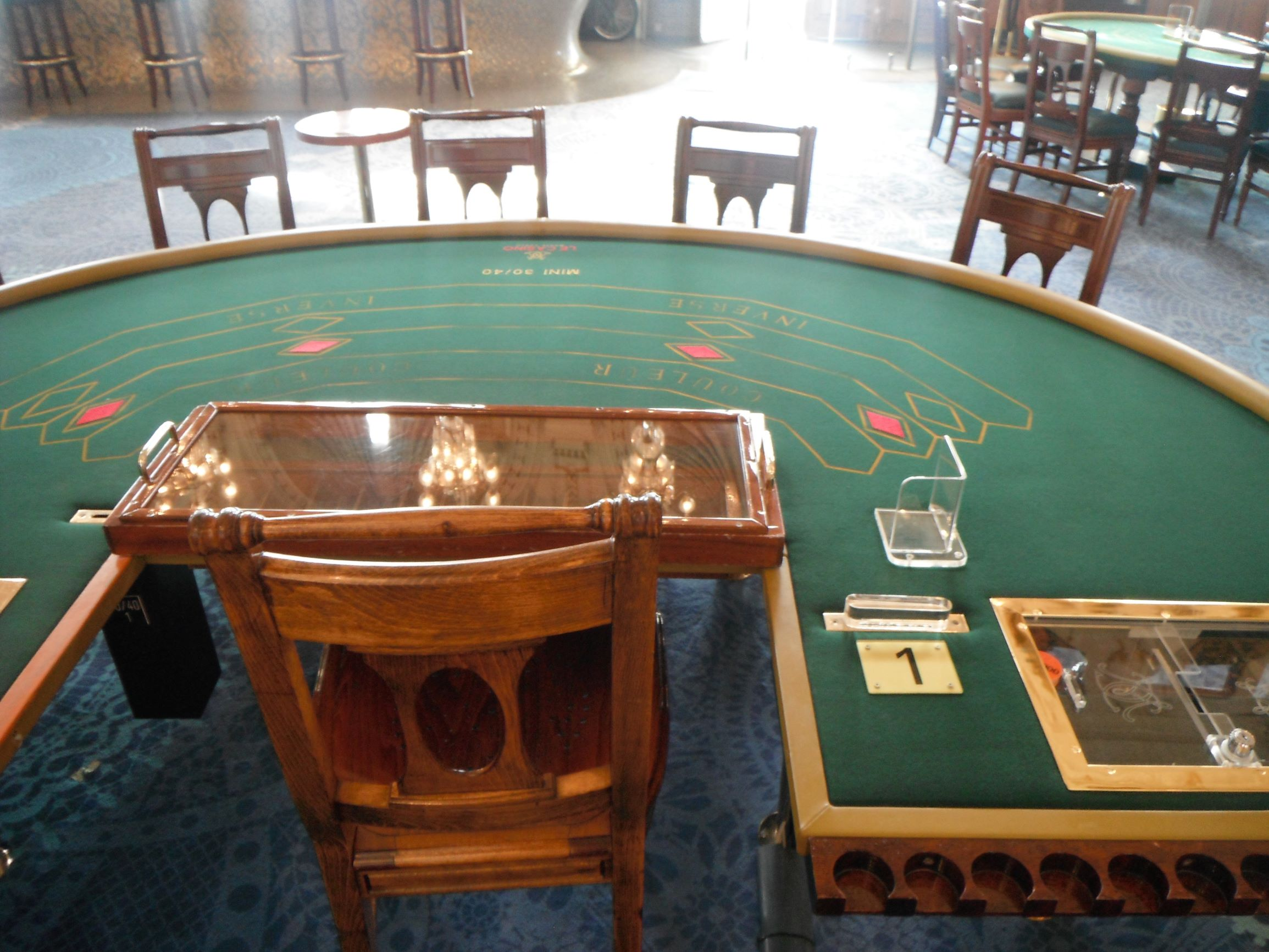
Une table de trente et quarante, en septembre 2018.
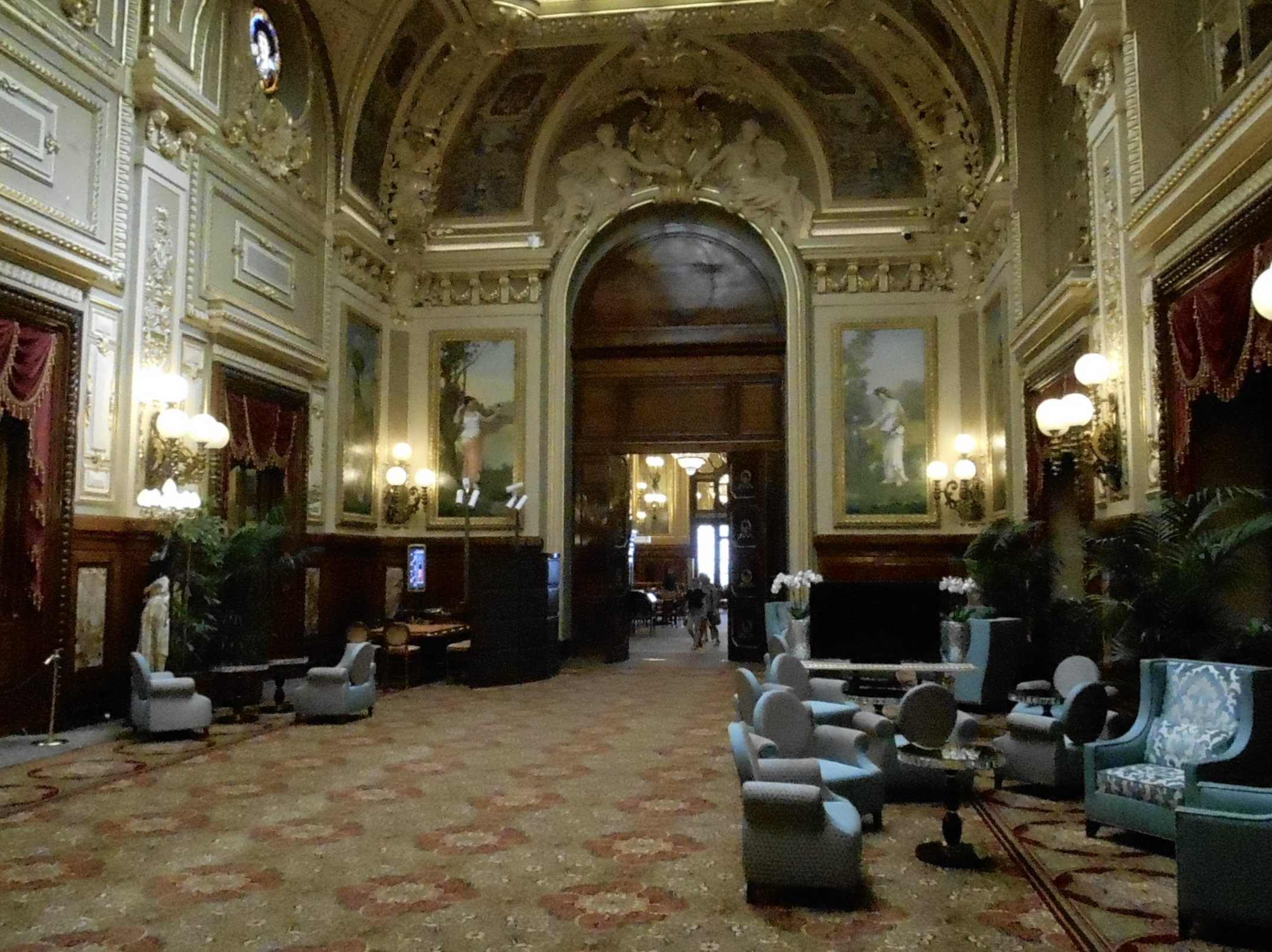
Salon principal.

## Interdictions d'accès ou de participation à certaines catégories
Le prince Charles III craignant que ses sujets dilapident leurs maigres ressources dans les jeux d'argent leur interdit donc de jouer dans le casino de la principauté, disposition confortée par une loi adoptée en 1987 et toujours en vigueur (une carte d'identité est encore réclamée de nos jours dans les établissements de jeux de la principauté afin que le joueur puisse percevoir ses gains, ce qui est alors systématiquement refusé aux citoyens monégasques). Un autre avantage de cette interdiction est qu'elle évite que des croupiers locaux se retrouvent face à des clients membres de leur famille ou de leur cercle d'amis et soient donc tentés de frauder.
La loi monégasque no 1103 du 12 juin 1987 relative aux jeux de hasard :
- dans son article 9, interdit l'accès aux maisons de jeux  « aux militaires de tous grades, en uniforme ; aux ministres des cultes et à ceux qui appartiennent à une congrégation religieuse ; aux individus qui sont en état d’ivresse ou sous l’emprise d’une drogue ou dont l’attitude est susceptible de provoquer scandale ou incident », et bien entendu aux mineurs de moins de 18 ans ;
- dans son article 10, exclut « les personnes qui en ont fait la demande par écrit ;  les incapables sur la demande écrite de leur représentant légal ou de leur curateur ; les personnes qui seront jugées indésirables » ;
- dans son article 11, interdit la participation aux maisons de jeux « [aux] Monégasques, [aux] fonctionnaires et agents de l’État, de la commune et des établissements publics ».

## Grand Prix de Monaco

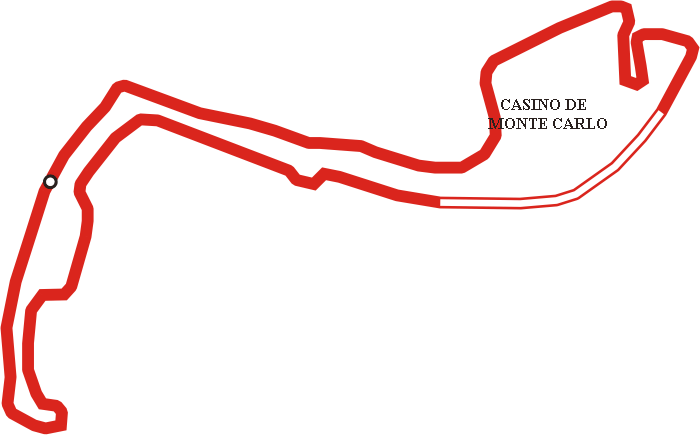
Position du casino de Monte-Carlo au Grand Prix de Monaco.

Le casino de Monte-Carlo se situe le long du circuit du Grand Prix de Monaco avec une tribune pour les spectateurs placée face au casino, sur lequel elle a une vue panoramique.
Autrefois, le Grand Prix de Monaco le plus célèbre était le Grand Prix du tir aux pigeons. Organisé à partir de 1872, jusqu'en 1965, c'était le prix le plus prestigieux parmi les prix consacrés à cette discipline ; la terrasse du Casino lui était d'ailleurs consacrée. Ensuite, il s'appellera Grand Prix de l'International Sporting Club.

## Représentations culturelles

### Cinéma
- 1983 : Jamais plus jamais (James Bond)
- 1995 : GoldenEye (James Bond) de Martin Campbell avec Pierce Brosnan.
- 2009 : Coco de Gad Elmaleh
- 2011 : Fast and Furious 5

### Jeu vidéo
Le casino a donné son nom à un jeu vidéo Nintendo de 1989 : Monte Carlo jeu de casino.

### Musique
Francis Poulenc est le compositeur de La Dame de Monte-Carlo, monologue pour soprano et orchestre, sur un poème de Jean Cocteau, créée le 5 décembre 1961 par Denise Duval et l'orchestre de l'ORTF sous la direction de Georges Prêtre.

### Science
Le terme méthode Monte-Carlo désigne une famille de  méthodes algorithmiques visant à calculer une valeur numérique approchée en utilisant des procédés aléatoires.